# 레고랜드 캘리포니아

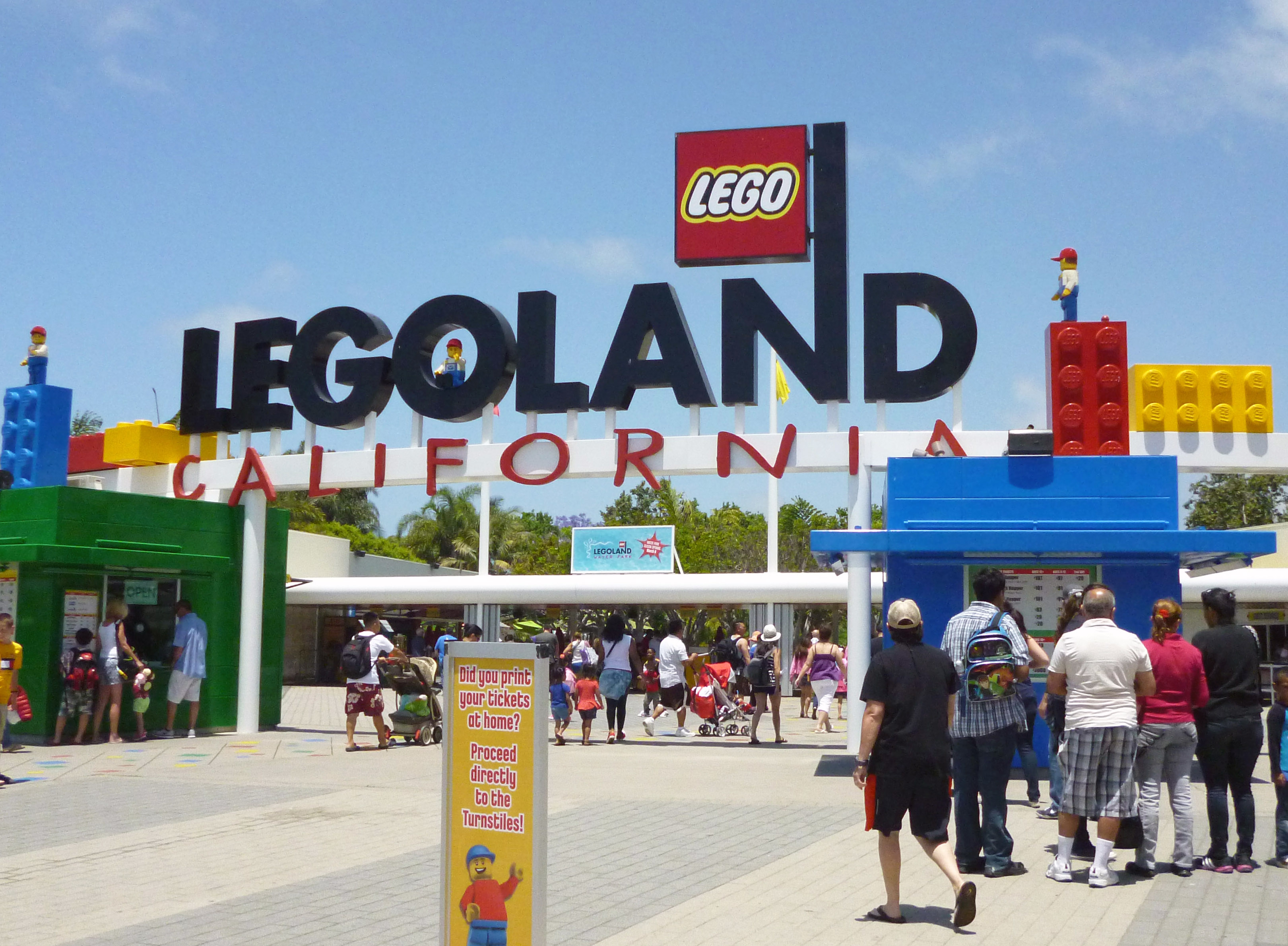

레고랜드 캘리포니아 리조트(Legoland California Resort)는 레고 장난감 브랜드에 기반을 둔, 미국 캘리포니아주 칼즈밴드에 위치한 놀이공원, 미니어처 공원, 수족관이다. 1999년 3월 20일 세 번재 레고랜드 공원으로 문을 열었으며 유럽 외 지역에서는 최초이다. 이 공원은 현재 메를린 엔터테인먼트가 2005년부터 소유하고 있다. 미국의 두 번째 공원인 레고랜드 플로리다는 2011년 개장했다. 세 번째 공원 레고랜드 뉴욕은 2021년 5월 개장했다.